# Buckelpiste

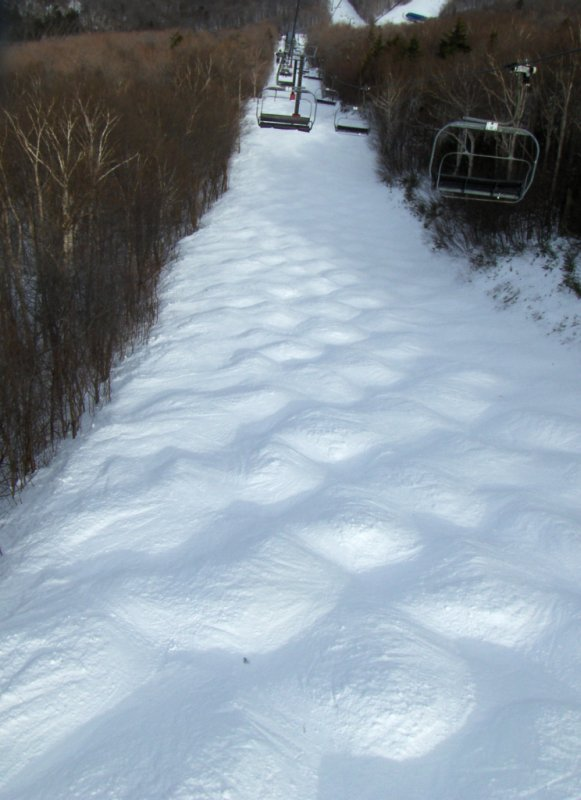
Typische Buckelpiste

Eine Buckelpiste ist eine auf der gesamten Länge gleichmäßig unebene Skipiste. Die Unebenheiten reichen von kleinen Hügeln (ab etwa 30 Zentimetern) bis zu Buckeln in der Höhe von einem Meter und mehr.
Eine Buckelpiste kann auf natürliche Weise entstanden oder künstlich angelegt sein. In vielen Skigebieten werden bestimmte Pisten oder einzelne Hänge gar nicht oder nur sehr selten präpariert (planiert, siehe Skipiste) um die Entstehung von natürlichen Buckelpisten zu ermöglichen. Derartige Strecken sind zumeist als Skirouten oder schwarze Skipisten gekennzeichnet. Des Weiteren entstehen natürliche Buckelpisten oft auch in den stärker befahrenen Bereichen links und rechts von markierten Skipisten, zum Beispiel durch das Zerfahren von Tiefschnee. Künstlich angelegte Buckelpisten finden vor allem im Freestyle-Wettkampfsport Anwendung.
Im Englischen heißt „Buckelpiste“ mogul piste – mogul (Buckel) stammt von einem deutschen Dialekt (ähnlich dem Wienerischen mugl: kleiner Hügel) und ist seit 1959 im Englischen bekannt.

## Technik des Buckelpistenfahrens
Das Skifahren in der Buckelpiste oder in ähnlich kupiertem Gelände profitiert von einem gewissen Maß an Balance und Körperbeherrschung. Durch vorausschauende Fahrweise und Rhythmusgefühl lässt sich die Ermüdung der Beinmuskeln reduzieren.
Wichtig ist, das Fahrtempo zu kontrollieren und den Takt zu behalten.
Erfahrene Skifahrer wenden die Technik des Kurzschwingens an. Sie fahren eng parallel und schwingen nahe der Falllinie um die Buckel herum, entweder über die Buckelhänge oder die Buckelkuppen. Der Oberkörper verbleibt ruhig in zentraler Position, während die Beine aktiv gebeugt und gestreckt werden, um den Schneekontakt zu bewahren.
Als Vorübung zum Buckelpistenfahren kann das schnelle Schwingen in anfänglich flachem, dann steilerem Gelände geübt werden. Ebenso durch das Schwingen mit wechselnden Kurvenradien, durch das Schwingen nach einem vorgegebenen Takt und durch das Üben einer vorausschauenden Fahrweise. Das Verwenden von Stöcken und der Stockeinsatz ist beim Buckelpistenfahren unerlässlich. Die aktive Beinbewegung, die sehr kurzen Schwünge sowie das Kontrollieren der Ski verlangen einen erheblichen Kraftaufwand. Das Beherrschen der Buckelpiste stellt entsprechende Anforderungen an die Fitness des Fahrers.
Wegen der engen, parallelen Fahrtechnik sind für die Buckelpiste schmale, weniger stark taillierte Ski von Vorteil. Dies stellt einen gewissen Gegensatz zu den immer breiteren Carving-Ski der letzten Jahre dar. Wenige Hersteller bieten speziell für die Buckelpiste entwickelte Modelle an (englisch: Mogul-Ski), die vor allem im Wettkampf verwendet werden.

## Buckelpistenfahren als Wettbewerb

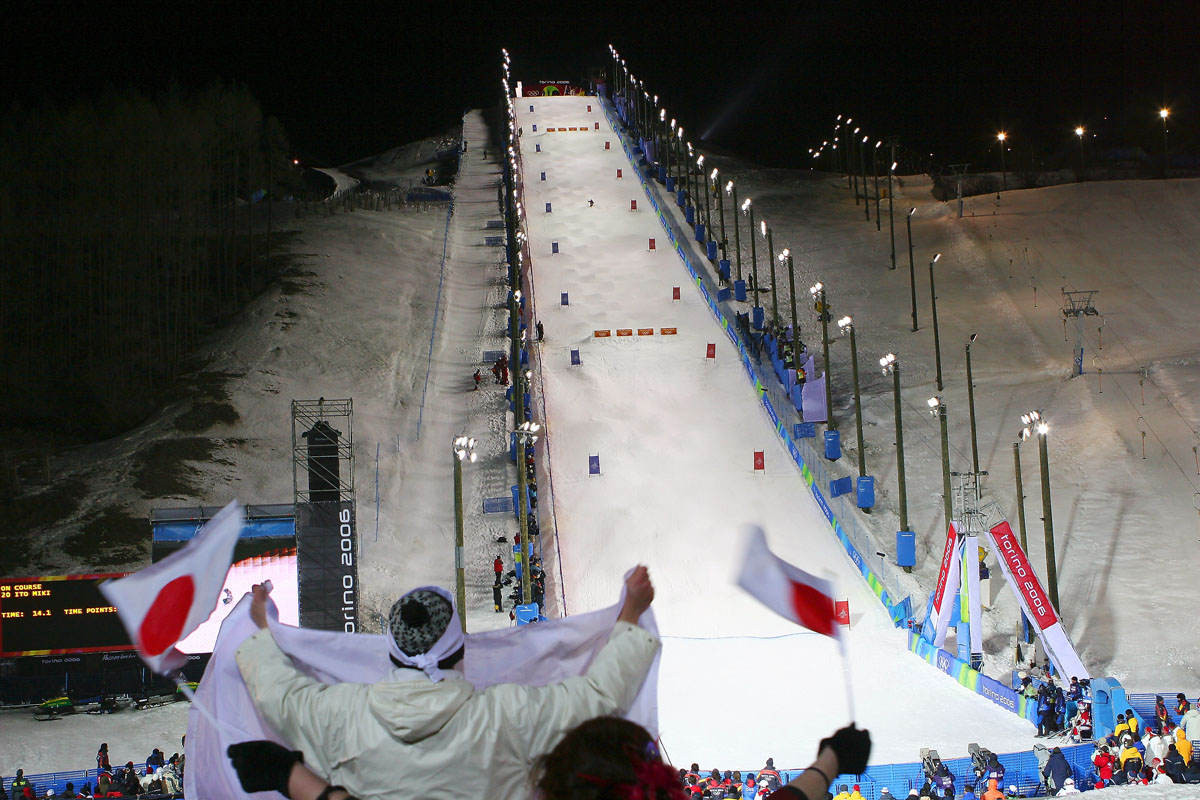
Buckelpiste bei den Olympischen Winterspielen 2006

Das Fahren auf der Buckelpiste (englisch Moguls) ist eine Disziplin des Freestyle-Skiing. Die Sportler durchfahren dabei eine künstlich angelegte Buckelpiste. Es sind zwei Sprünge vorgeschrieben. Punkte gibt es für die Fahrgeschwindigkeit (25 %), die gefahrene Technik (50 %) und für die Ausführung der Sprünge (25 %). Im Wettbewerb Parallel-Buckelpiste (englisch Dual Moguls) durchfahren zwei Sportler die Buckelpiste im Kopf-an-Kopf-Rennen gegeneinander.
Als Bestandteil der Freestyle-Skiing-Weltmeisterschaften werden seit 1986 Weltmeister in der Disziplin Moguls, seit 1999 auch im Dual Moguls ermittelt.
Das Fahren auf der Buckelpiste war Demonstrationswettbewerb bei den  Olympischen Winterspielen 1988 in Calgary, seit den  Olympischen Winterspielen 1992 in Albertville ist es ein regulärer olympischer Wettbewerb. Die ersten Olympiasieger waren 1992 der Franzose Edgar Grospiron und die US-Amerikanerin Donna Weinbrecht, erfolgreichster Olympionike ist der Kanadier Alexandre Bilodeau mit zwei Goldmedaillen (2010 und 2014).